# Ditzingen
Ditzingen je mjesto u njemačkoj saveznoj pokrajini Baden-Württemberg u okrugu Ludwigsburg. 

## Povijest
769. godine Ditzingen se prvi put spominje u daravnici samostana “Kloster Lorsch” na Rajni koji su bili vlasnici zemljišta pod imenom Tizingen.

## Stanovništvo
Ditzingen je mjesto koje u zadnjih nekoliko godina bilježi stagnaciju populacije.
| Godina  | Stanovništvo |
| ------- | ------------ |
| 1871.   | 1360         |
| 1880. ¹ | 1523         |
| 1890. ¹ | 1581         |
| 1900. ¹ | 1763         |
| 1910. ¹ | 2144         |
| 1925. ¹ | 2335         |
| 1933. ¹ | 2615         |
| 1939. ¹ | 3373         |
| 1945.   | 3447         |
| 1950. ¹ | 5009         |

| Godina  | Stanovništvo |
| ------- | ------------ |
| 1961. ¹ | 8725         |
| 1970. ¹ | 11591        |
| 1975.   | 21405        |
| 1980.   | 22480        |
| 1987. ¹ | 21763        |
| 1990.   | 23035        |
| 1995.   | 23548        |
| 2000.   | 23814        |
| 2005.   | 24243        |
| 2007.   | 24216        |

¹ Volkszählungsergebnis (službeno prebrojavanje stanovništva)

## Gradska uprava
Gradska skupština Grada Ditzingena je predstavničko tijelo građana Grada Ditzingena.
Stranački sastav Gradske skupštine sastoji se od:
| CDU                       | 10 zastupnika | (29,80 %) |
| Freie Wähler              | 8 zastupnika  | (25,06 %) |
| SPD                       | 6 zastupnika  | (18,51 %) |
| Zelena stranka (Njemačka) | 4 zastupnika  | (13,69 %) |
| Nezavisni                 | 3 zastupnika  | (8,37 %)  |
| FDP                       | 1 zastupnik e | (4,58 %)  |

## Gradovi prijatelji
Ditzingen ima uspostavljenu prijateljsku suradnju sa sljedećim gradovima:
| - Gyula, Mađarska (1991.) - Rillieux-la-Pape, Francuska (2010.) |

## Gospodarstvo
Veće tvrtke u gradu Ditzingenu su:
- Trumpf GmbH + Co. KG je jedan od najveći proizvođača alatnih strojeva
- Euronics maloprodajni lanac trgovina

## Šport
- TSF Ditzingen, nogometni klub

## Poznate osobe
- Ludwig von Gaisberg (*1810. - † 1879.), političar
- Jakob Wilhelm Hauer (*1970. - † 1962. ), indolog

### Ostale poznate osobe koje su povezane s Ditzingenom
- Mario Mandžukić (*1986.), nogometaš (Nogomet je počeo trenirati u Ditzingenu, gdje je njegov otac igrao nogomet.)

## Vanjske poveznice
- Službena stranica